# 常守朱
常守朱（つねもり あかね）は、日本のオリジナルテレビアニメ「PSYCHO-PASS サイコパス」シリーズの登場人物で主人公の一人。厚生省公安局刑事課一係所属の監視官。

## プロフィール
声 - 花澤香菜
性別 : 女性
生年月日 : 2092年4月1日
身長 : 163cm
血液型 : A
出身地 : 千葉県

## 人物
本作品「PSYCHO-PASS サイコパス」シリーズ1期のヒロイン。本作品2期、劇場版では主人公を務めた。1期・2期ともに厚生省公安局刑事課一係監視官。1期の時点で20歳。1期でのコールサインは「シェパード(SHEPHERD)2」、2期では「シェパード(SHEPHERD)1」。髪型はショートボブ。訓練施設を首席で卒業。1期では物語開始時に刑事課に配属されたばかりの新任監視官。不器用だが天真爛漫で正義感が強い。優しく落ち着いており、相手が執行対象者でも説得や動きを止める等命を奪わない努力に全力を尽くす。ストレスに対する耐性も際立って強く、立ち直りや気分転換が早い上に、疑問を持つことと遵法精神の双方を厳格に重んずる。このため、現行社会制度を受容しつつ問題の解決に関してはポジティブな観点で思考するサイコパスの濁りにくい精神を持つ。1期では友人、2期では祖母が殺害されたことで、犯罪係数が上昇する状況になったこともあるが、すぐに回復した。癖の強い執行官たちに翻弄されつつ、懸命に事件の捜査にあたる。中でも狡噛に興味を持ち、現場や捜査では、頻繁に狡噛と組んで行動することになる。狡噛からは「監視官」「常守」「お前」「あんた」、宜野座からは「常守」「常守監視官」、「あなた」、霜月からは「先輩」、縢からは「常守ちゃん」「朱ちゃん」、征陸からは「お嬢ちゃん」などと呼ばれている。家族は両親と、祖母の葵。おばあちゃん子である。

## 劇中の動向

### 第1期
学生時代、シビュラの職業適性診断において、あらゆる官公庁の職業にトップレベルの適性を示していたにもかかわらず、500人もの同期生の中でただ自分だけが厚生省公安局刑事課監視官としての適性のA判定を出したことから、「自分にしかできない生き方」を求めて監視官の職業を選択した。配属早々、事件に巻き込まれるなど不憫な思いをしながらも狡噛と関わり槙島に纏わる事件を経て、一係の仲間から感心されるほど刑事としての成長を見せる。
第20話にて、現在保たれている多数の幸福と社会の平和のためには、シビュラシステムのあり方の正当性よりも必要性を重視する姿勢をとったため、シビュラシステムに自身と目的が共通していると判定され、槙島によって引き起こされた混乱を適正に収拾することを期待したシビュラシステムにより、「フェイズ2適性＝シビュラシステムの正体を知る者」に認定され、直々に機密と縢の殺処分のことを明かされている。シビュラシステムの正体には嫌悪と憎悪を募らせるが、シビュラシステムと交渉し、槙島の確保を条件に逃亡犯となった狡噛の助命を取り付け、ウカノミタマ管理センターで再会した狡噛と共に槙島を追うも、センター外に逃亡した槙島の足留めの成功と引き換えに負傷し、狡噛の槙島殺害を阻止できなかった。槙島の引き渡しには失敗したが、シビュラシステムからは依然として理想の市民のサンプルとして重要視されており、その後も一係に残り監視官を続ける。

### 第2期
2期では、逃亡した狡噛や執行官に降格した宜野座に代わり、一係を牽引していく。事件に関する推理の際に、狡噛が喫煙していたものと同じ銘柄のタバコを焚いていることがある。また、禾生局長がシビュラの端末であることも知っているため、2人きりの時は対等な口調で話す。
鹿矛囲による一連の事件では、鹿矛囲に己のシビュラに対する裁きの見届け人として見込まれる。事件捜査中に、祖母が殺害されたことで、犯人と目された鹿矛囲を殺処分すべきかという自身の取るべき道について迷いもしたが、幻想の狡噛との対話を通じて、あくまで法に則り鹿矛囲を裁きにかけるべく行動することを決意し、鹿矛囲と共にシビュラシステムに集合的サイコパスの計測を行うよう選択を迫り、進化を促すことに成功する。葵殺害犯の東金の挑発には動揺するも、鹿矛囲に朱がシビュラを導く可能性を諭された上で社会を託され、計測可能となって執行された鹿矛囲の最期を見届ける。事件の落着後に、シビュラにシステムの構成員となって共に進化することを提案されるも、シビュラと最期を迎える気はあるが今はそのつもりはないとして断っている。

### 劇場版 PSYCHO-PASS サイコパス
鹿矛囲事件から1年半後となる2116年。シビュラシステムはついに海外に輸出され、初の試験導入先となったSEAUnの首都・シャンバラフロートはつかの間の平和を得る。
一方日本では、東京湾から武装テロ集団が密入国を果たしていた。情報屋から一報を受けた常守朱は、一係と現場へ急行。激しい銃撃戦の末、テロリストを制圧する。
集団が使用していたシューティンググラスからは、日本の警備システムを知り尽くした人間がその開発に関わっていると推測された。
霜月美佳監視官は禾生壌宗局長の命令を受け、薬物を用いてのメモリースクープを実行。朱はこの違法行為に激しく反発するも、得られた映像には、SEAUnの反政府ゲリラと行動を共にする狡噛慎也の姿があった。事の真相を確かめる為、単身SEAUnへと向かう。

### PSYCHO-PASS サイコパス Sinners of the System
刑事課一係監視官。『罪と罰』では夜坂泉事件の捜査を霜月美佳に一任する。『First Guardian』では外務省から出向してきた花城フレデリカを一係のメンバーに紹介する。政治的な思惑を懸念する霜月美佳に対し、常に一係の事を一番に考えていると述べる。

### 劇場版 PSYCHO-PASS サイコパス PROVIDENCE
公安局統括監視官。シビュラシステムによる統治が進んだため世論及び政府内で法律の廃止論が活発になりつつあり、法務省を解体すべきという意見が強くなっていた。しかし、常守と厚生省大臣官房統計本部長の慎導篤志は法の存続を会議で訴える。そんな中、海上保安庁の通報により何者かによって襲撃された船舶が発見されたと霜月から連絡を受け現場に急行する。

### 第3期
3期ではある事件により拘留中の身となっており、「人殺しの元監視官」と呼ばれている。しかし、他の刑事課の者たちは「伝説の監視官」と呼んでいる。慎導篤志の息子である慎導灼の刑事課配属をシビュラに推薦しており、彼らがビフロストの真実を暴くことを望んでいた。

## その他
ネット上のアバターは足のない2頭身キャラクターのレモネードキャンディ。自室で使用している「立体ホログラム表示サポート人工知能・ホームセクレタリー・アバターユニットシステム」の名前もキャンディ（声 - 平田真菜）で、共にクラゲのような形状をしており、自室にはクラゲやヒトデなど海洋生物のグッズが置かれている。